# Mygale (boek)
Mygale is een thriller en misdaad-verhaal geschreven door de Franse auteur Thierry Jonquet. Het werk verscheen in Frankrijk in 1984 en werd uitgebracht door Editions Gallimard. Een Amerikaanse versie verscheen in 2003 en werd uitgebracht door City Lights. Het werd nogmaals uitgegeven in het Verenigd Koninkrijk en de Verenigde Staten in 2005 onder de titel Tarantula door Serpent's Tail.

## Verhaal
Richard is een voornaam plastisch chirurg. In zijn riante huis woont een mysterieuze vrouw, Eva genaamd, waarvan wordt aangenomen dat zij een relatie hebben. Eva wordt echter door Richard gevangengehouden. Hij onderwerpt haar aan extreem fysisch en emotioneel geweld. Op een dag klopt de kruimeldief Alex aan. Hij wil plastische chirurgie laten uitvoeren omdat hij een politieman heeft neergeschoten. Omdat Richard niet wil ingaan op de vraag van Alex, ontvoert deze laatste Eva om Richard zo te kunnen chanteren. Richard zijn wraak gaat heel ver. Verder is er nog de jonge kunststudent Vincent die door "de Mygale" werd ontvoerd. 

## Verfilming
De Spaanse regisseur Pedro Almodóvar baseerde zich op dit werk voor zijn film La piel que habito.